# Брестский (спортивный комплекс)
Спорти́вный ко́мплекс «Бре́стский» (СК «Брестский») — многофункциональный спорткомплекс в Бресте, Беларусь. В настоящее время используется главным образом для проведения футбольных матчей и соревнований по лёгкой атлетике. Максимальная вместимость — 10 169 человек. Является домашним стадионом футбольного клуба «Динамо», а с 2020 года ещё и команды Рух (на данный момент клуб уже не существует). Также принимал футбольные матчи еврокубков, матчи национальной и молодёжной сборных Беларуси.

## История
Первый стадион на месте нынешнего спорткомплекса был построен в 1937 году. В 1939 стадион-предшественник передали спортивному обществу «Спартак» и дали соответствующее название. В 1972 был передан обществу «Динамо». В то время стадион, помимо футбольного поля, имел волейбольную и баскетбольную площадки, сезонную хоккейную коробку, теннисный корт, земляной велотрек.
В 1996 году началась капитальная реконструкция стадиона. Старые трибуны были постепенно снесены. В 1999 году в эксплуатацию были сданы: футбольное поле, 3 трибуны, легкоатлетическое ядро. В 2005 году построена Западная трибуна — вместимость выросла с 2 311 до 10 169 мест.
В 2007 году «Брестским» был получен сертификат IAAF (Международная федерация лёгкой атлетики) на соответствие стадиона международным стандартам, что позволяет ему претендовать на проведение легкоатлетических соревнований мирового уровня.
Свои домашние матчи на стадионе проводит брестское «Динамо». Помимо этого, 3 матча в статусе домашнего провело минское «Динамо» в квалификации Лиги Европы. В 2016 году на стадионе впервые был сыгран финал Кубка Беларуси.

## Общие данные
Адрес: 224030, г. Брест, ул. Гоголя 9.

## Финалы на стадионе
Кубок Беларуси
1. 2016 - 21 мая, Торпедо-БелАЗ - БАТЭ. Зрителей: 4 500

## Игры турниров УЕФА
| Сезон   | Соревнование   | Раунд       | Клуб               | Дома | Общий счёт | Посещаемость |
| ------- | -------------- | ----------- | ------------------ | ---- | ---------- | ------------ |
| 2007/08 | Кубок УЕФА     | 1 кв. раунд | Металлург (Лиепая) | 1:2  | 2:3        | 10 000       |
| 2017/18 | Лига Европы    | 2 кв. раунд | Альтах             | 0:3  | 1:4        | 10 000       |
| 2018/19 | Лига Европы    | 2 кв. раунд | Атромитос          | 4:3  | 5:4        | 9 530        |
| 2018/19 | Лига Европы    | 3 кв. раунд | Аполлон            | 1:0  | 1:4        | 8 800        |
| 2020/21 | Лига чемпионов | 1 кв. раунд | Астана             | 6:3  | 6:3        | 0            |
| 2020/21 | Лига чемпионов | 2 кв. раунд | Сараево            | 2:1  | 2:1        | 0            |
| 2020/21 | Лига Европы    | Плей-офф    | Лудогорец          | 0:2  | 0:2        | 0            |